# Scalaribalcis angulata
Scalaribalcis angulata is een slakkensoort uit de familie van de Eulimidae. De wetenschappelijke naam van de soort is voor het eerst geldig gepubliceerd in 1949 door Mandahl-Barth.